# Сентюков, Николай Петрович
Никола́й Петро́вич Сентюков (1923—1943) — лейтенант Рабоче-крестьянской Красной Армии, участник Великой Отечественной войны, Герой Советского Союза (1943).

## Биография
Николай Сентюков родился 15 декабря 1923 года в посёлке Новая Казанка (ныне — Бугульминский район Татарстана). После окончания семи классов школы работал трактористом. В 1941 году Сентюков был призван на службу в Рабоче-крестьянскую Красную Армию. В том же году он окончил Куйбышевское воздушно-десантное училище. С августа 1942 года — на фронтах Великой Отечественной войны. В 1943 году Сентюков окончил объединённые командные курсы.
К октябрю 1943 года гвардии лейтенант Николай Сентюков командовал ротой 19-го гвардейского воздушно-десантного полка 10-й гвардейской воздушно-десантной дивизии 37-й армии Степного фронта. Отличился во время освобождения Днепропетровской области Украинской ССР. В боях у деревни Анновка Верхнеднепровского района рота Сентюкова, оказавшись в окружении, успешно держала оборону, уничтожив два немецких танка. 13 октября 1943 года во время отражения немецкой контратаки Сентюков лично подбил вражеский танк, но и сам погиб при этом. Похоронен в четырёх километрах к юго-западу от села Днепровокаменка Верхнеднепровского района Днепропетровской области Украины.
Указом Президиума Верховного Совета СССР от 20 декабря 1943 года гвардии лейтенант Николай Сентюков посмертно был удостоен высокого звания Героя Советского Союза. Также посмертно был орденом Ленина.
В честь Сентюкова названа улица и установлен бюст в Бугульме.